# Janów (Opole)
Pour les articles homonymes, voir Janów.
Janów est une localité polonaise du gmina d'Olszanka, située dans le powiat de Brzeg (voïvodie d'Opole).